# Portada/article maig 22

## Saturn
Saturn és el sisè planeta en ordre de proximitat al Sol i el segon més gran del sistema solar, després de Júpiter. Es classifica com un gegant gasós. De vegades, aquests quatre planetes s'anomenen jovians, que significa "semblants a Júpiter". S'anomena així en honor del déu romà Saturnus (que en alguns idiomes va esdevenir l'homònim de dissabte), equivalent al deu grec Kronos (el pare tità de Zeus), al babiloni Ninurta i a l'hindú Shani. El símbol de Saturn representa la falç del déu romà (♄).
Saturn té un sistema d'anells prominent, que consisteix principalment en partícules de gel amb una menor quantitat de roques petites i pols. Es coneixen seixanta-un satèl·lits que orbiten el planeta, sense comptar els centenars de "llunetes" dels anells. Tità, la lluna més gran de Saturn i la segona més gran del sistema solar (després de Ganimedes, una de Júpiter), és més gran que el planeta Mercuri i és l'única lluna del sistema solar que posseeix una atmosfera significativa.